# Zenaida
Zenaida – imię żeńskie pochodzenia greckiego (Ζηναΐς), oznaczające pierwotnie osobę poświęconą Zeusowi. Odnotowano dwie święte katolickie o tym imieniu, w tym Zenaida z Tarsu (męczennica, również święta prawosławna).
Imię występujące na wschodnich krańcach Polski, głównie wśród wyznawców prawosławia. Spotykane formy zdrobniałe: Zina i Zenia.
Zenaida imieniny obchodzi 5 czerwca i 11 października.

## Imienniczki
- Zénaïde Bonaparte (1801–1854) – francuska arystokratka.
- Zinaida Mariesiewa (1923–1943) – radziecka sanitariuszka, Bohater Związku Radzieckiego.
- Zinaida Portnowa (1926–1944) – radziecka partyzantka, Bohater Związku Radzieckiego.
- Zinaida Wołkońska (1789–1862) – rosyjska pisarka prowadząca salony literackie.